# Vol Aeroflot 1912
Le vol Aeroflot 1912 (russe : Рейс 1912 Аэрофлота Reys 1912 Aeroflota) est un vol intérieur régulier de passagers d'Aeroflot sur la route Odessa-Kiev (Kyiv)-Tcheliabinsk-Novossibirsk-Irkoutsk-Khabarovsk-Vladivostok qui s'écrase le 25 juillet 1971, lors d'un atterrissage brutal à l'aéroport d'Irkoutsk. Il touche le sol à 150 mètres (492,125985 pi) avant la piste, cassant l'aile gauche et prenant feu. Sur les 126 personnes à bord de l'avion, 29 survivent,.

## Avion
L'avion impliqué dans l'accident est un Tupolev Tu-104B, immatriculé СССР-42405 à la Direction de l'Aviation Civile de Sibérie Occidentale, une division d'Aeroflot. Au moment de l'accident, l'avion totalise 19 489 heures de vol et subit 9 929 cycles de pressurisation,.

## Équipage
L'équipage du vol fatal prend ses fonctions à Novossibirsk. Un total de huit membres d'équipage se trouvent à bord du vol, dont cinq appartiennent à l'équipage du cockpit.
L'équipage du cockpit se compose de :
- A. V. Ovchinnikov en tant que commandant de bord
- A. A. Pinchuk en tant que copilote
- G.P. Guslyakov en tant qu'ingénieur de vol
- I. V. Shchepkin en tant que navigateur
- V. I. Bolotin en tant que opérateur radio

Les hôtesses G. K. Eselevich, L. B. Shokina et A. N. Sorokin servent d'équipage de cabine .

## Accident
La partie du trajet Odessa-Kiev-Tcheliabinsk-Novossibirsk est effectuée par un autre avion, un Tu-104B immatriculé СССР-42402 ; ainsi qu'un autre équipage. Lors de l'escale à Novossibirsk à l'aéroport Tolmachevo, un nouvel équipage et avion prennent en charge la route. À 04:34 heure locale (01:34 heure de Moscou), l'avion décolle de Novossibirsk pour Irkoutsk. Après le décollage, le vol maintient une altitude de 10 000 mètres .
À Irkoutsk, le ciel est complètement couvert de nuage stratiformes avec un plafond de 150 mètres, des vents modérés du nord-est sont présents, et la visibilité est de 1 500 mètres. L'équipage reçoit l'instruction de procéder à l'approche finale sur un relèvement de 116°. À 08:10 heure locale (03:10 heure de Moscou), le contrôleur aérien donne au vol 1912 la permission de commencer la descente. À 08:29:35, l'équipage reçoit les instructions d'atterrissage et la permission de descendre à une altitude de 400 mètres. L'équipage de vol répond qu'il a entendu les informations et commencera l'approche avec le système d'atterrissage aux instruments (ILS). En réponse, le contrôleur aérien informe le vol des conditions météorologiques. À 08:31:52, le vol est en approche à 17 kilomètres de la piste. Au début, l'avion reste sur la trajectoire correcte ; mais lorsque l'avion est à 8 kilomètres de la piste, le contrôleur aérien avertit le vol qu'il dévie vers la gauche. À 08:33:45 heure locale, lorsque le vol est à seulement 7 kilomètres de la piste, le contrôleur aérien avertit qu'ils sont proches de manquer le plan de descente. En réponse, l'équipage de vol informe le contrôleur que le train d'atterrissage est déployé et qu'ils sont prêts à atterrir .
À 08:33:58, ils reçoivent la permission d'atterrir ; l'équipage confirme qu'il a reçu l'information. À 08:34:18, l'équipage rapporte qu'il est près de la balise non directionnelle. Le contrôleur avertit de nouveau le vol de la légère déviation vers la gauche. La vitesse d'approche recommandée pour le Tu-104 est de 300 km/h, mais il est très probable que les instruments de l'avion surestiment la vitesse, ce qui pousse l'équipage mal informé à essayer de réduire la vitesse. En réalité, la vitesse de l'avion est d'environ 270 à 275 km/h, provoquant une inclinaison à gauche et une déviation latérale de 30 mètres. À 08:34:47, l'avion passe la balise non directionnelle à une altitude de 85 mètres .
En volant à une vitesse inférieure de 25 à 30 km/h à la vitesse recommandée, l'avion atteint un angle d'attaque critique. À 08:35:00, avec une vitesse verticale d'approximativement 8 à 10 m/s, le Tu-104 heurte le train d'atterrissage droit sur la piste à 154 mètres de la base de la piste ; quelques millisecondes plus tard, le train d'atterrissage gauche, puis le train avant, touchent la piste. Peu après, l'aile gauche de l'avion se casse, et le carburant s'échappant des réservoirs gauches brisés prend feu. L'avion glisse sur la piste, causant la rupture du fuselage en plusieurs morceaux. Les débris de l'avion sont éparpillés sur une zone de 500 mètres. 97 personnes périssent dans l'accident ; le commandant de bord, le copilote, l'ingénieur de vol, une hôtesse de l'air, ainsi que 73 passagers adultes et 20 enfants. 36 des décès sont dus à une intoxication au monoxyde de carbone .

## Causes
Le vol est à une vitesse d'approche bien en dessous des paramètres recommandés. Les instruments donnent probablement des lectures incorrectes, poussant l'équipage à réduire la vitesse avant de toucher la piste, ce qui mène à un atterrissage brutal. L'examen des indicateurs de vitesse montre que les indicateurs eux-mêmes fonctionnent, mais les tests de vol révèlent que les changements de pression dans la cabine affectent la pression dans la conduite de pression totale de l'indicateur de vitesse utilisé par le copilote et le navigateur ; ce qui entraîne une surestimation de la vitesse allant de 17 à 80 km/h. Lors de la simulation du vol pour déterminer la cause des indications erronées, la dépressurisation se produit environ trois minutes après l'arrêt de la pressurisation de la cabine. La probabilité de tels événements se produisant lors de la descente est supposée être de 0,000001% .

L'enquête cite les trois causes principales de l'accident comme suit : 

« Le manque de lecture objective de la vitesse disponible pour l'équipage lors de l'approche en raison d'erreurs mécaniques lors de la dépressurisation de la cabine à basse altitude. »

« Volant à une vitesse trop faible à un taux de montée dangereux, 25 à 35 km/h en dessous des paramètres recommandés, ce qui, avec une vitesse avant insuffisante, rend impossible un nivellement normal et provoque un choc brutal avec la surface de la piste, dépassant la charge de conception et détruisant l'avion. »

« Les actions erronées de l'équipage volant à une vitesse trop faible lors de l'atterrissage dans des conditions difficiles avec un temps ou une altitude insuffisants pour résoudre le problème. »